# Hercostomus calcaratus
Hercostomus calcaratus är en tvåvingeart som beskrevs av Stackelberg 1931. Hercostomus calcaratus ingår i släktet Hercostomus och familjen styltflugor. Inga underarter finns listade i Catalogue of Life.